# Войн Войнов
Войн Войнов (болг. Войн Войнов, нар. 7 вересня 1952) — болгарський футболіст, що грав на позиції півзахисника. По завершенні ігрової кар'єри — тренер.
Виступав за клуб «Левскі», а також національну збірну Болгарії, у складі якої був учасником чемпіонату світу 1974 року.

## Клубна кар'єра
У дорослому футболі дебютував 1972 року виступами за команду «Левскі», кольори якої і захищав протягом усієї своєї кар'єри гравця, що тривала десять років. Більшість часу, проведеного у складі «Левскі», був основним гравцем команди. За цей час по три рази виборював чемпіонат та Кубок Болгарії. Крім того, команда двічі виходила у чвертьфінал європейських змагань — Кубка УЄФА у сезоні 1975/76 та Кубка володарів кубків через рік. Загалом за кар'єру Войн Войнов провів 226 матчі та забив 36 голів в чемпіонаті, 42 матчі та 10 голів у національному кубку та 29 матчів та 4 голи в європейських турнірах.

## Виступи за збірну
18 квітня 1973 року дебютував в офіційних матчах у складі національної збірної Болгарії в грі Балканського кубка проти Туреччини (2:5). Всього в рамках цього турніру, що тривав до 1976 року, зіграв у 3 іграх і став переможцем змагань.
У складі збірної був учасником чемпіонату світу 1974 року у ФРН, де зіграв у всіх трьох матчах Болгарії проти Швеції, Уругваю та Нідерландів, але болгари не виграли жодної гри та не змогли пройти груповий етап.
Загалом протягом кар'єри у національній команді, яка тривала 7 років, провів у її формі 32 матчі, забивши 1 гол.

## Кар'єра тренера
Після закінчення футбольної кар'єри працював у молодіжних та юнацьких командах «Левскі». Самостійну тренерську кар'єру розпочав 1994 року, очоливши тренерський штаб клубу «Локомотив» (Пловдив).
Протягом тренерської кар'єри також очолював команди «Хебир», «Родопа», «Сливницький герой», «Миньор», «Академик» (Софія), «Локомотив» (Мездра), «Бансько», «Любимець 2007» та «Рильський спортіст».
Останнім місцем тренерської роботи був клуб «Обориште», головним тренером команди якого Войн Войнов був з 2018 по 2019 рік.

## Титули і досягнення
- Чемпіон Болгарії (3):

«Левскі»: 1973–74, 1976–77, 1978–79
- Володар Кубка Болгарії (3):

«Левскі»: 1975–76, 1976–77, 1978–79